# Grad Schonauwen

Grad Schonauwen  ( nizozemsko Kasteel Schonauwen, je grad, ki so ga zgradili leta 1261 v sedanji občini Houten v provinci Utrecht na Nizozemskem. Nahaja se sredi nove četrti De Steen.

## Zgodovina
Grad Schonauwen je bil stoletja najpomembnejša zgradba v polderjih. Prvotno je bil zgrajen kot dvor norbertinske opatije blizu Beesda. Leta 1271 sta opat in samostan podelila jurisdikcijo nad tem območjem Hubertu  Beusihemskemu, gospodu Culemborškemu, medtem ko je dvor še vedno ostal v lasti opatije. Nekaj kasneje je Hubert posest dal v fevd svojemu bratu Ditriku Splinterju Beusihemskemu. Ditrik Splinter je svoje posesti še razširil in leta 1305 so jih opisali kot "tisti dvorec v Blancouwenu" in 13 juter zemljišč. Leta 1305 je svojo lastnino prenesel na gospoda Culemborškega, ki mu je bila pozneje zaupana. Leta 1306 v listini naletimo na Huberta Schonauwenskega;  ki je Dirkov sin.
Po Hubertovi smrti je grad pripadel njegovi hčerki Klementiji. Poročila se je z Janezom I. Leijenburškim, kar pomeni, da je grad končal v tej družini. Sin Janeza I. in Klementije se ponovno imenuje Oton Schonauwenski. Po Otonovi smrti je grad podedoval njegov sin Janez. Janez Schonauwenski se je poročil s Petronelo Sloyer, vendar je po njegovi zgodnji smrti grad najprej podedoval stric. Ta stric, Oton Schonauwenski, je umrl leta 1423. Vdova Janeza Schonauwenskega je grad prejela v fevd. Ponovno poročila z Viljemom Zujlenskim Nijeveltskim, in grad je končal v tej družini. Viljem Zujlenski Nijeveltski se je dvakrat poročil, a ni imel otrok.  Zato grad podeduje Aleida Schonauwenska, hči iz prvega zakona Petronele Sloyer z Janezom Schonauwenskim. Petronela je svojo hčer razdedinila, ker se je proti materini volji poročila z Joostom Baarnskim.
Grad se pojavi tudi na seznamu viteških dvorcev, sestavljenem leta 1536, katerih lastniki so bili upravičeni do mesta v takrat ustanovljenih deželnih stanovih Utrechta. Grad je ostal več kot sto let v lasti družine Baarnskih. Leta 1628 je družina po ženski liniji izumrla s Petronelo Baarnsko. Grad nato preide na njenega sina Rudolfa Raitza Frentškega. Rudolfa grad ne zanima in ga tri leta kasneje proda Ivanu Renessejskemu van der Aa. Po Ivanovi smrti leta 1640 je nova lastnica postala njegova hči Neža. Poročila se je z Jakobom Wassenaerskim Obdamom, s katerim preide grad na to družino. Jakob je bil podadmiral Nizozemske in Zahodne Frizije in se je leta 1665 boril proti Angležem v pomorski bitki pri Lowestoftu, med katero je njegova ladja poletela v zrak in je bil ubit. Nasledil ga je njegov sin, imenovan tudi Jakob, vendar je Schonauwen dve leti pozneje prodal Henriku Reedejskemu Renswoudejskemu.
Po Henrikovi smrti je bil Schonauwen zaupan njegovemu bratu Frideriku. Nikolaj Bronkhorstski je leta 1721 grad prejel v fevd prek družin Hardenbruških, Lockhorstskih in Ploosa Amstelskih. Šest let pozneje je zaprosil za dovoljenje, da gospostvo in grad razdeli. Schonauwen je prodal gospodu Adrijanu Wittertu, ki je bil gospod Hooglandski. Po njegovi smrti ga podeduje njegov sin Everard Bonifacius. Oče in sin Wittert nista več živela na gradu, a sta grad dajala za zatočišče skupini francoskih janzenistov, ki so iz politično-verskih razlogov pribežali na Nizozemsko. Trideset let kasneje je ta skupina ljudi skoraj izumrla in Schonauwen je bil prodan Gerlahu Teodorju van der Capellenskemu, gospodu Houtenskemu  in 't Goyskemu.
Po smrti Gerlaha Teodorja so njegovi dediči hišo prodali Henriku Ravéeju. Potem ko je utrechtski najemnik Hendrik Ravée leta 1812 postal lastnik, je dal stavbo porušiti zaradi davčnih razlogov, razen še obstoječega okroglega vogalnega stolpa. Preostali stolp ima premer 5,5 metra in visok 13,5 metra. Henrik je živel na gradu in tam umrl 27. decembra 1833; pokopan je na zunanjem oboru. Njegov dedič je bil Henrik Bernard Nieuwenhuysški, ki je leta 1890 grad zapustil nizozemski reformirani cerkvi v Houtenu. Dediči Ravéeja se s to zapuščino niso strinjali in so šli na sodišče. To ugotovi njihovo upravičenost, tako da prejmejo grad in okoliško zemljo ter nekdanji zunanji obor nizozemske reformirane cerkve. Dediči niso bili zainteresirani za ostanke gradu in so ga leta 1891 prodali Davidu Juriju Binghamu. David Jurij je umrl leta 1913. Leta 1923 so se njegovi dediči odločili Schonauwen prodati v 15 parcelah, in sicer: stolp z vrtnarjem, tri domačije, dve hiši, štiri travnike in šest njiv. Celoto je nazadnje kupil g. DG van Beuningen, "tako da Schonauwen ostane v rokah dedičev gospe Bingham". Celota je bila kupljena za 289.440 f.. Družina Beuningenskih ga je leta 1939 prodala amsterdamskemu kirurgu WF Wassinku. Od leta 2006 stolp ponovno naseljuje družina Schmidt.

### Opis zgradbe
Okrogli opečni stolp je iz 14. stoletja in je visok 13,5 m, razporejen v štiri nadstropja. Premer stolpa je samo 5,5 m in je okronan z nazobčanim parapetom. Debelina sten je v pritličju približno 1,3 m, proti vrhu pa je debela le 0,5 m. Prostori v spodnjih dveh nadstropjih so osmerokotni, prostori v zgornjih dveh nadstropjih pa okrogli.
Leta 1891 so stolp obnovili, da bi ga ponovno uporabili kot poletno rezidenco. To obnovo je naročil Jurij Bingham. Ob stolpu je bil na severozahodni strani prizidan prizidek v višini 15,5 m. Za dostop do različnih nadstropij ima razdeljeno stopnišče.

### Prebivalci gradu
Grad Schonauwen je imel skozi stoletja veliko različnih lastnikov:

1271 Hubert Beusihemski

1305 Dirk Splinter Beusihemski

1306 - 1312 Hubert III. Beuzihemski/Hubert I. Culemborški Schonauwenski

1312 - 1353 Klementija Beusihemska Schonauwenska, poročena z Janezom I. Leijenburškim

1353 - 1374 Janez I. Leijenburški

1374 - 1394 Oton Schonauwenski

1394 – pribl. 1398 Janez Schonauwenski, poročen z Petronela Sloyerska

ok. 1398 - 1423 Oton Schonauwenski (stric)

1423 - 1433 Petronela Sloyerska, ponovno poročena z Viljemom Zujlenskim Nijeveltskim

1433 - 1497 Viljem Zujlenski Nijeveltski

1497 - 1521 Aleida Schonauwenska, poročena z Rudolfom Baarnskim

1521 - 1550 Joost Baarnski

1550 - 1559 Rudolf Baarnski

1559 - 1579 Gijsbert Baarnski

1579 - 1581 Kornelis Baarnski

1581 Marija Baarnski

1581 - 1628 Petronela Baarnska

1628 - 1631 Rudolf Raitz Frenški

1631 - 1640 Johan Renessejski iz der Aa-ja

1640 - 1663 Neža Renessejska iz der Aa-ja

1663 - 1665 Jakob Wassenaerski Obdamski

1665 - 1667 Jakob Wassenaerski Obdamski (sin)

1667 - 1669 Henrik Reedejski Renswoudski

1669 - 1674/82 Frederik Reedejski Renswoudski

1674 / 82 - 1699 Adam Lockhorstski

1699 - 1709 Vincent Maksimilijan Lockhorstski

1709 - 1721 Bernt Viljem Plooški  Amstelski

1721 - 1727 Nikolaj Bronkhorstski

1727 gospod Adrijan Wittert, gospod Hooglandski

- 1758 Everard Bonifacij Wittert

1758 Gerlah Teodor Capellenski, gospod Houtenski in 't Gojski

1785 Antoni Warin

1812 - 1833 Henrik Ravée

1833 - 1890 Henrik Bernard Nieuwenhuys

1891 - 1913 David Jurij Bingham

1913 dediči Davida Jurija Binghama

1923 - 1926 DG Beuningenski, tudi dedič

1926 - 1939 Družina Beuningenskih

1939 WF Wassink

2006 Družina Schmidt

## Stanje gradu
Kako je grad prvotno izgledal, ni znano. Najstarejši znani sliki Schonauwena sta dve risbi Roelanta Roghmana iz približno leta 1646. Grad je upodobljen kot impozanten kvadraten grad z jarkom in zunanjim oborom z jarkom.
Portalni stolp z zvonikom omogoča dostop do dvorišča zunanjega obora, ki je s treh strani ograjen s servisnimi stavbami. Lesen most vodi od zunanjega obora do vzhodnega kvadratnega vogalnega stolpa dejanskega gradu, ki se uporablja tudi kot portalni stolp.
Ta portalni stolp je z obzidjem povezan z obstoječim južnim okroglim vogalnim stolpom. Na zahodnem vogalu je velik poligonski stolp, ki je bil takrat že precej porušen, verjetno v zvezi z gradnjo stanovanjskih traktov, ki obkrožajo manjše dvorišče. Nedvomno gre za prvotni stanovanjski stolp. Arheologom je na podlagi rezultatov terenskih raziskav uspelo rekonstruirati skoraj celoten tloris srednjeveškega gradu. Dober vtis smo dobili tudi o obliki in legi prizidkov iz 17. in 18. stoletja. Poleg tega so bile ugotovljene strukture, ki niso bile pričakovane na podlagi študije zgodovinsko-topografskih odtisov in risb.

## Fotogalerija
- Stolp gradu Schonauwen v Houtenu
- Nagrobnik grofa Henrika Raveeja, gospoda Schonauwenskega (1753-1833)
- Kuhinja na gradu Schonauwen
- Pogled na grad Schonauwen blizu Houtena s hlevsko stavbo na zunanjem oboru na levi
- Vhod v grad Schonauwen

## = Sklici
1. ↑  P.A.M.M. van Kempen (2002), Kasteel Schonauwen. Gemeente Houten. Een archeologisch weerstands- en booronderzoek. RAAP-Rapport 815. RAAP Archeologisch Adviesbureau B.V, Amsterdam